# Paul Dubois (Ingenieur)
Paul Dubois (* 31. Dezember 1846 in Le Locle; † 18. April 1882 in Bern) war ein Schweizer Maschinenbauer, tätig in der Zuckerindustrie. Er baute unter anderem die zentrale Zuckerraffinerie in der Kolonie Natal.

## Werdegang
Paul Dubois studierte Maschinenbau am Polytechnikum in Karlsruhe, wo er Mitglied der Burschenschaft Teutonia wurde. Danach studierte er in Paris an der École Centrale des Arts et Manufactures, wo er 1870 sein Ingenieurstudium abschloss.
Drei Jahre später schickte ihn das Unternehmen von E. Boivin und D. Loiseau aus Paris nach Mauritius, um Maschinen in einer Zuckerraffinerie zu installieren. Später beauftragte ihn die Société des Forges et Fonderies aus Mauritius mit dem Bau der Zentralfabrik in der Kolonie Natal. Zurück in Mauritius, wurde er zum Leiter der Werkstätten in Port Louis, Flacq und Rose-Belle.
1881 erkrankte Dubois und wurde zurück in die Schweiz geschickt. Er wurde in Bern behandelt, verstarb aber nach einem geplatzten Leberabszess.